# Ina Maria Schnitzer

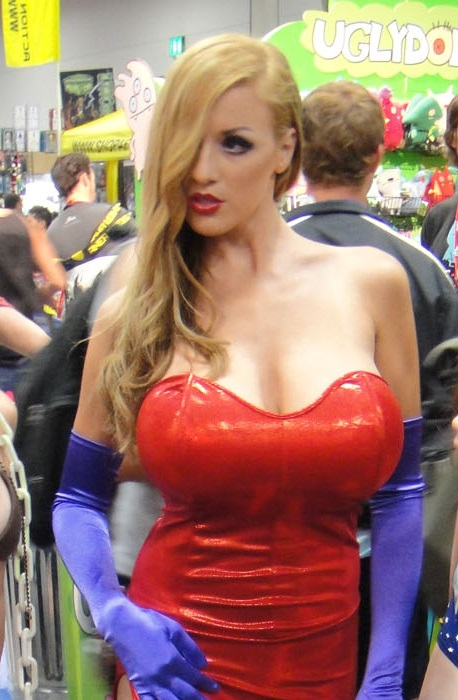
Ina Maria Schnitzer, 2011

Ina Maria Schnitzer (* 30. Januar 1986 in Trier), auch als Jordan Carver bekannt, ist ein deutsches Fotomodell.

## Leben
Die Tochter italienischstämmiger Eltern wuchs in der Eifel auf und ist ausgebildete Hotelfachfrau. In München ließ sie sich zur Kosmetikerin ausbilden und machte sich anschließend als Visagistin selbständig. 
 Im Dezember 2016 wurde sie Mutter eines Sohnes, im Juli 2020 einer Tochter. Vater der Tochter ist ihr Lebensgefährte seit 2019 Umut Kekilli. Die Familie lebt in Köln.

## Karriere
Im Jahr 2009 wurde Ina Schnitzer Wiesn-Dirndl 2009 und kam beim Wettbewerb SeaStar Discovery eines Tauchermagazins unter die letzten drei Kandidatinnen. Ihr Alter gab sie damals mit 26 Jahren an und korrigierte es um drei Jahre nach unten, als sie 2010 in die USA zog und sich Jordan Carver nannte (Carver ist die englische Übersetzung ihres Namens Schnitzer). Nachdem sie über die eigene Website einige Bekanntheit erlangt hatte, arbeitete sie als Fotomodell unter anderem für Playboy Radio, ZOO UK, WGN USA und COBRA Seats. Sie erschien als Fotomodell in englischen und schwedischen Männermagazinen, wie Zoo und Slitz sowie in einigen auf männliche Zielgruppen ausgerichteten Fernsehsendungen von Privatsendern (WGN-TV Channel 9, RTL Television).
2011 wurde Carver vor allem durch häufige Berichterstattung in der Bild-Zeitung in Anspielung auf Fotoaufnahmen bei Yoga-Übungen als Yoga-Jordan einem breiteren Publikum in Deutschland bekannt. Im Anschluss daran war sie auch häufiger in deutschen TV-Sendern zu sehen, u. a. auf Pro 7 und im Sat.1-Frühstücksfernsehen. Carver erhielt 2012 eine eigene Sendung bei RTL2 mit dem Titel Jordan Carver – Das Gesicht des Jahres.
Ebenso 2012 machte Carver zusammen mit Gina-Lisa Lohfink, Micaela Schäfer und Sandra Lang Fernsehwerbung für den Online-Elektronikhändler Redcoon, der im März 2011 von Media-Saturn-Holding übernommen wurde.
2013 nahm sie an der Fernsehshow Wild Girls – Auf High Heels durch Afrika teil. Im gleichen Jahr trat sie in der Schweizer Komödie Who Killed Johnny  mit Melanie Winiger, Max Loong und Carlos Leal auf.
2017 trennte sie sich von dem Künstlernamen Jordan Carver, unter welchem sie zur öffentlichen Person wurde, und zog einen Schlussstrich unter ihre bisherige berufliche Tätigkeit.